# Litsa Psarafti
Litsa Psarafti (Samos, Grècia, 1936) és una escriptora i traductora grega.
La seva activitat com a escriptora, amb especial dedicació a la literatura infantil i juvenil, va començar l'any 1980, data de publicació del seu primer llibre. Ha estat guardonada amb molts premis grecs i internacionals, mentre que ha rebut importants crítiques per les seves obres.
També és membre de l'associació cultural "Cicle del llibre infantil grec" així com de l'associació "Societat literària de dones". És membre de la Junta Directiva de la revista "Diàdroms" i també del Jurat del Premi Estatal de literatura infantil.

## Obra traduïda al català
- El somriure d'Hècate. Traducció de Joaquim Gestí i Montserrat Franquesa. Cruïlla editorial, 2001. ISBN 9788466102377